# Webasto
Webasto Gruppe (по-русски произносится Вебасто) — немецкая компания по производству комплектующих для автомобильной промышленности. Штаб-квартира базируется в Штокдорфе, на окраине Мюнхена. Входит в сотню крупнейших поставщиков для автомобильной промышленности по всему миру.
Известна как производитель предпусковых обогревателей и накрышных люков для всех видов автотранспорта, а также кондиционеров и автономных воздушных отопителей для коммерческих автомобилей, автобусов, судов и спецтехники.

## История создания компании
Компания Webasto основана Вильгельмоном Байером старшим 7 марта в 1901 году и названа в соответствии его инициалам WilhEm BAier STOckdorf — Webasto. Развитие компании начиналось с продаж проволочных и металлических изделий, начиная с мышеловок и заканчивая велосипедами итальянского производства. На время основания именно эта продукция была востребована по всему миру.
С течением времени заказов стало намного больше от начинающих компаний и поставщиков автомобильных средств передвижения. Первое повышение продаж продукции стало причиной переезда в поселок Штокдорф под Мюнхеном. После этого компания сосредоточилась на массовом производстве дополнительных деталей для автомобиля. Именно с 1930-х годов компания набирала обороты вместе с автомобильной продукцией, поэтому ориентировалась на разнообразные детали для улучшения работы авто.
Создание германской фирмы в дальнейшем принесло оборот 2 млрд евро за год, поэтому входит в список топ-100 мировых производителей отопительного и климатического оборудования для авто, и в топ-15 немецких предприятий.

### Специализация предприятия
Основное направление развития компании — создание и продажа подогревателей для двигателя внутреннего сгорания, автономок, пневмоаппаратуры и других деталей для грузовиков. Кроме отопительной техники, осуществляется разработка и сборка конструкции кондиционеров, складных крыш и люков вентиляции для комфортабельной езды на авто.
С каждым годом в компании появляется инновационная техника для разработки и качественной сборки продукции.

### Производство компании Webasto
Webasto — одна из первых компаний, которые занимались проблемами регулирования температуры в машине:
- в 1936 г. на свет появились жидкостные отопители для машин и автобусов;
- отопители, подогревающие жидкость в грузовых авто, появились 1939 году;
- в 1946 г. на рынках появились автономные отопители для автобусов;
- к концу 1960 г. компания предоставляет отопители, которые подогревают жидкость в системе охлаждения для всех видов автотранспортной техники;
- в 1965 г. фирма занялась разработкой, а затем и продажей кондиционеров для внедорожников, спортивных и обычных машин.

В 1932 году фирма занялась продажей складных крыш для автомобильных средств передвижения, позже началось производство экземпляров из стали. В 1967 году случилось мировое событие: компания выпустила первую сдвижную крышу со стекла на электроприводе. В 2003 году изготовлена крыша из прочного стекла для авто Maybach 62, которая меняет процент прозрачности, что создает иллюзию невидимой поверхности. Крышами из стекла разной прозрачности Webasto оснащают автомобили разных марок.
Продукция, производимая компанией, также заняла свое место в конструкции спортивных машин и внедорожников, а уникальная система выдвижения фигуры на капоте машины Rolls-Royce стала первой в своем роде. Внедрением и поставкой климатических комплектующих автомобильных занимаются три подразделения: Roof, Convertible and Body. Сама компания насчитывает около 9,5 тыс. сотрудников.

### Webasto в России
Выход на российский рынок продукции «Вебасто» произошел в 1997 году, а дочернее предприятие «Вебасто Рус» появилось в 2000 году. Компания пользуется широкой известностью: за год в Московском регионе продается порядка 5-7 тыс. товаров. С 2012 года российское предприятие «Вебасто Рус» сотрудничает с рынком Казахстана.